# Рись канадська
Канадська рись, або північноамериканська рись (Lynx canadensis) — вид північноамериканських ссавців родини котових (Felidae). Близький родич євразійської рисі (Lynx lynx); деякі спеціалісти відносять їх до одного виду. Проте деякими ознаками канадська рись подібніша до рудої рисі (Lynx rufus), ніж до євразійської. Поширена в Канаді та на півночі Сполучених Штатів, у тому числі на Алясці.
Має густе сріблясто-коричневе хутро, гривасту морду та китички на кінчиках вух і в цілому нагадує інші види роду рись середнього розміру. Канадська рись більша за руду рись, із якою вона поділяє частину свого ареалу, та вдвічі більша за кота свійського.

## Систематика
У своїй праці "Царство тварин" 1792 року шотландський науковий письменник Роберт Керр описав рись з Канади, давши їй назву Felis lynx canadensis. Таксономія канадської рисі залишалася суперечливою протягом XX — початку XXI століття. У 1912 році американський зоолог Геррит Міллер помістив його в рід Lynx, використовуючи назву L. canadensis. Ще досить довго йшла дискусія щодо того, чи варто виділяти рисей в окремий рід: деякі науковці розглядали їх лише як підрід роду кіт (Felis). Відповідно, цей вид могли називати Lynx canadensis чи Felis canadensis. Але в сучасній систематиці цілком прийнятий рід рись (Lynx). Проекзаменувавши три раніше описані підвиди Lynx canadensis, група фахівців з котів МСОП зробила висновок про те, що поділ на підвиди не має жодних підстав.

## Фізичні характеристики
Зовнішнім виглядом канадська рись подібна до євразійської: щільне хутро сріблясто-коричневого кольору, на якому можуть бути чорнуваті плями. Канадська рись дещо менша і в середньому важить близько 11 кг, досягає 90 см у довжину та 60 см висоти в плечах. Самці більші, ніж самки. Влітку хутро канадських рисей набуває червонувато-коричневого забарвлення. Ця рись має хутряний комірець, який нагадує подвійно-конічну бороду, короткий хвіст із чорним кінчиком і довгі китиці на вухах. Довгі лапи рисі мають вкриті хутром ступні, що допомагає тварині пересуватися по глибокому снігу.

## Поведінка
Канадська рись — тварина-одинак, що веде нічний спосіб життя і займає велику територію. Навесні народжується від одного до п'яти кошенят, виживання яких залежить в основному від наявності здобичі.
Площа індивідуальних мисливських ділянок рисі коливаються від 4 км² до 25 км² у самок і від 4 км² до 70 км² у самців. Ділянки самців зазвичай оточують ділянки самок, але деяка частина їх територій може перекриватися[уточнити]. Кордони своєї ділянки рисі регулярно мітять сечею, залишаючи мітки на деревах та скелях. Лігво рисі розташоване під скелястими виступами, поваленими деревами чи кущами.

## Харчування

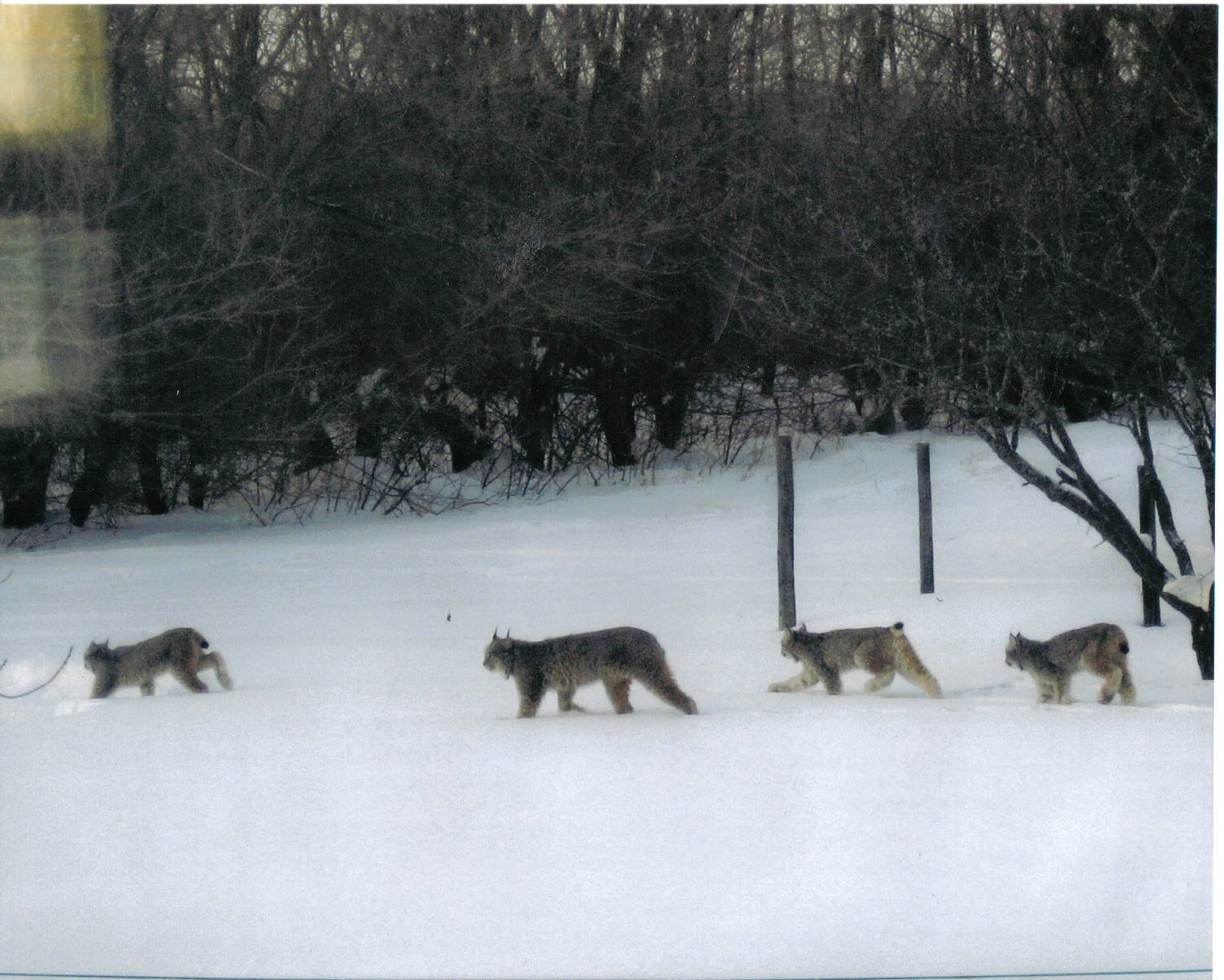
Родина рисей у Манітобі в Канаді

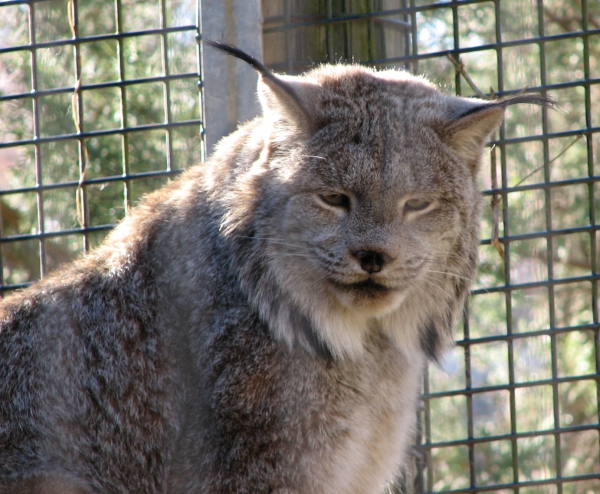
Канадська рись

Канадська рись полює на зайців, гризунів та птахів. Взимку завдяки глибокому сніговому покриву може полювати й на копитних — це можуть бути благородні олені або товстороги. У голодний час канадська рись не гидуватиме здохлятиною — залишками благородного чи північного оленя або американського лося. У деяких місцевостях головною здобиччю рисі є заєць Lepus americanus, на якого може припадати до 75 % її раціону. Розмір популяції канадської рисі коливається слідом за чисельністю американського зайця.

## Розмноження та життєвий цикл

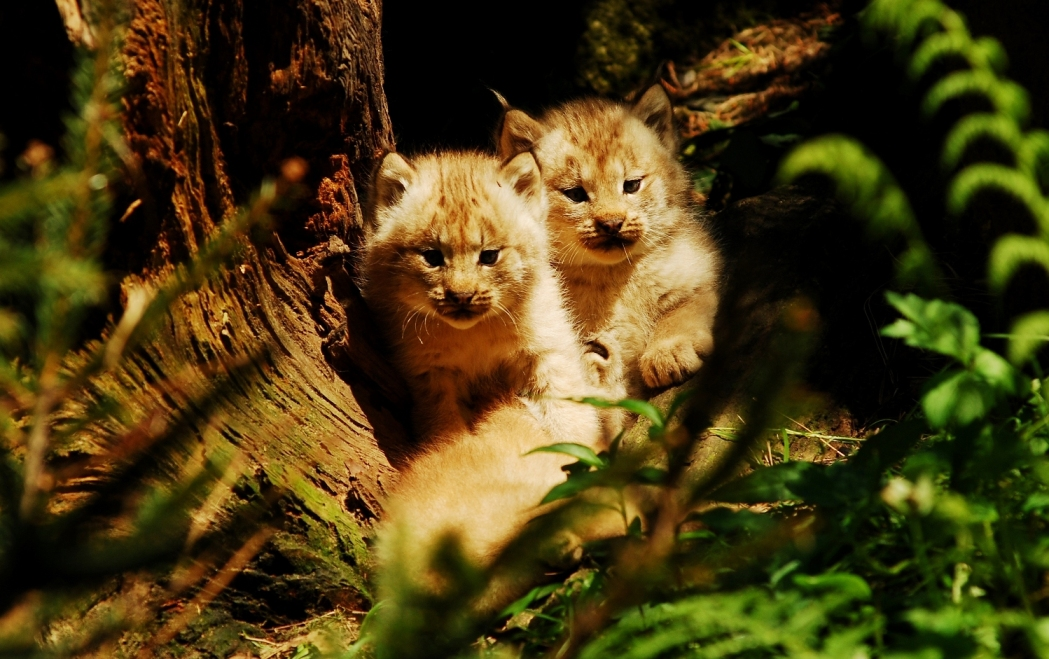
Кошенята канадської рисі, що народилися 15 квітня 2008 в зоопарку в Остраві (Чехія)

У шлюбний сезон один самець рисі може злучитися з декількома самками, що живуть з ним по сусідству. Як тільки вони злучилися, самець і самка розходяться. Самці не беруть жодної участі у вирощуванні молоді. Період розмноження припадає на кінець січня або лютий. Вагітність у самки триває 63—70 днів. У травні—червні (у виняткових випадках — в липні) в неї народжується від 1 до 5 кошенят, причому їх кількість залежить від того, наскільки мати забезпечена їжею. Кошенята народжуються безпорадними та сліпими, вагою близько 280 грамів та 25 см в довжину. Їх хутро вкрите плямами, які в міру дорослішання зникають. Очі в кошенят розплющуються на 10—17 день, а на 24—30 день вони вже можуть виходити з лігва. Мати годує їх молоком до 3—5-місячного віку. Перед пологами самки канадської рисі влаштовують собі лігва. Як правило, лігво знаходиться усередині гущавини кущів, дерев, під валунами, корінням лісоповалу або в порожнистих стовбурах дерев. Лігва, як правило, розташовані під середнім нахилом і виходять на південь або на південний захід. Кошенята відділяться від матері у віці 10 місяців, коли здатні самостійно добувати собі харч; зазвичай це березень або квітень. Статевої зрілості молоді рисі досягають у віці від 10 до 23 місяців. В природних умовах в середньому живуть від 10 до 15 років.

## Поширення
Ця рись поширена в північних лісах Північної Америки майже по всій Канаді та Алясці. Крім того, на території США є великі її популяції в штатах Монтана, Айдахо та Вашингтон. Є й популяція у Великій Єллоустонській екосистемі (англ. Greater Yellowstone Ecosystem), зокрема в Єллоустонському національному парку в Вайомінгу. У штатах Юта, Міннесота і в Новій Англії канадська рись рідкісна. На межі тисячоліть її було реінтродуковано в Колорадо. Сумарна площа ареалу рисі оцінена в 7,7 мільйона км².

## Реінтродукція
До 1999 року в Сполучених Штатах рись була відома лише в штатах Аляска, Вашингтон, Мен, Міннесота, Монтана, Вайомінг, Айдахо і, можливо, в Мічигані. В 1999 Колорадське відділення живої природи (англ. Colorado Division of Wildlife) розпочало програму реінтродукції диких рисей до штату Колорадо. Щоб визначити, чи має програма успіх, потрібно більше десятиліття. Проте вже у 2006 було задокументовано перший випадок народження кошенят риссю, яка народилася вже в Колорадо. Це підтверджує можливість успішної реінтродукції.
У 2007 декілька із цих рисей були застрелені й убиті невідомими особами. У деяких випадках були знайдені лише радіовідстежувальні ошийники, що вказує на можливість полювання заради хутра. В інших випадках тіла застрелених тварин були залишені неушкодженими.

## Коливання чисельності
У північних регіонах Канади розмір популяції рисі можна оцінити за даними щодо кількості особин, впольованих заради хутра. Цей облік проводили Компанія Гудзонової затоки та Канадський уряд (англ. Canadian government) із 1730-х років. Нині чисельність канадської рисі стрімко знижується через браконьєрство і знищення людиною її безпосереднього середовища проживання. Ця тварина занесена в Конвенцію CITES.